# Franz Kraus (Ingenieur)

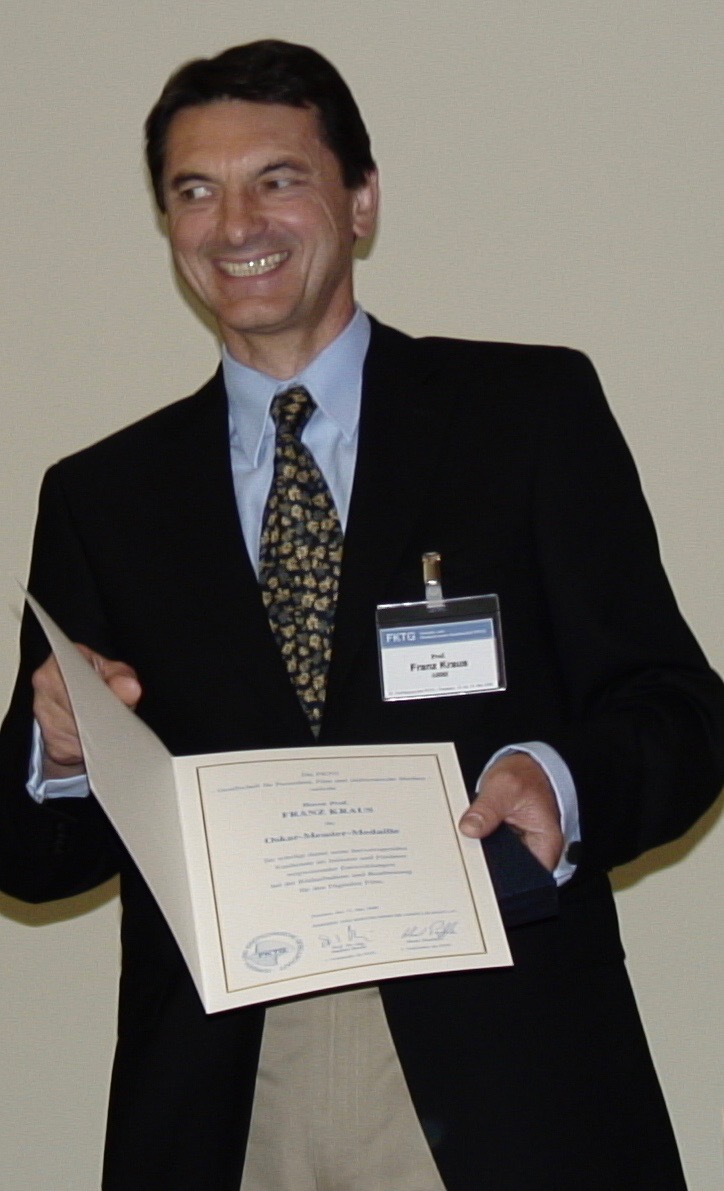
Franz Kraus, 2006

Franz Kraus (* 3. Oktober 1947 in Amberg) ist deutscher Elektroingenieur, ehemaliger Vorstand und Aufsichtsrat der ARRI AG.

## Leben
Kraus studierte Nachrichtentechnik in Regensburg. Er begann seine Laufbahn als Entwicklungsingenieur bei Rohde & Schwarz in München. Er setzte sie fort als wissenschaftlicher Mitarbeiter und Projektleiter am Heinrich-Hertz-Institut in Berlin. Nach einem Jahr als Gastwissenschaftler in den Vereinigten Staaten kehrte er 1983 nach Deutschland zurück, arbeitete als Technischer Leiter für die Firma ARRI und hatte zahlreiche Führungspositionen inne, bevor er 2001 Vorstand wurde. Am 1. September 2018 wechselte Franz Kraus in den Aufsichtsrat der ARRI AG.
Als Geschäftsführer der Postproduktionsfirma ARRI TV lernte Franz Kraus eine Vielzahl renommierter deutscher Regisseuren und Produzenten kennen. Durch seine Funktion als Geschäftsführer der Futura Gruppe/Filmverlag der Autoren ab Juni 1996 erweiterte sich dieser Kreis.  Als Geschäftsführer der Futura Gruppe / Filmverlag der Autoren und der B.A. Filmproduktion begann er seine Tätigkeit als Co-Produzent.
Im Jahr 2004 wurde Kraus zum Honorarprofessor und Leiter der Abteilung Technik an der Hochschule für Fernsehen und Film München und dort 2018 zum Leiter der Abteilung Kamera ernannt. Er erhielt 2006 die Oskar-Messter-Medaille für „hervorragende Verdienste als Initiator und Förderer des digitalen Films“. Seit 2007 ist er Kuratoriumsmitglied am Fraunhofer-Institut für Nachrichtentechnik, Heinrich-Hertz-Institut. Im Jahr 2013 wurde er zum Kurator am Fraunhofer-Institut für Integrierte Schaltungen IIS und zum Mitglied der American Society of Cinematographers (ASC) ernannt. Kraus wurde 2014 zum Ehrenmitglied der Bayerischen Akademie der Schönen Künste gewählt.
Franz Kraus hat mit vielen Innovationen entscheidend zur erfolgreichen Entwicklung von ARRI über die vergangenen Jahrzehnte beigetragen. Große Verdienste erwarb er vor allem beim Wandel der Filmtechnologie im Zuge der Digitalisierung, insbesondere bei der Entwicklung der Alexa-Digitalkamera und dem frühzeitigen Kompetenzaufbau von Mehrkanal-LED-Technologie bei der ARRI Licht-Entwicklung. In dem Zeitraum, in dem er für den Bereich Forschung & Entwicklung bei ARRI verantwortlich war, wurde das Unternehmen insgesamt neunmal für herausragende technische Leistungen von der Academy of Motion Picture Arts and Sciences ausgezeichnet. Er erhielt 2002 und 2011 gemeinsam mit zwei Kollegen je einen Oscar: 2002 eine Academy Plaque und 2011 eine Academy Award of Merit – Oscar Statuette – die höchste Auszeichnung in der Filmindustrie weltweit – für Design und Entwicklung des Filmbelichters Arrilaser, der wegweisend war für die Entwicklung digitaler Produkte bei ARRI. 2018 wurde Franz Kraus zum Mitglied der Academy of Motion Picture Arts and Sciences ernannt. Im Februar 2019 bekam er bei den ASC Awards American Society of Cinematographers in Los Angeles den Bud Stone Award für seinen wichtigen Beitrag zur amerikanischen und weltweiten Filmindustrie.
Kraus ist mit der Regisseurin Margrét Rún verheiratet. Das Ehepaar hat drei Kinder.

## Auszeichnungen
- 2002 für das Design und die Entwicklung des Filmbelichters ARRI-Laser: Oscar Academy Plaque[13]
- 2006 für „hervorragende Verdienste als Initiator und Förderer des digitalen Films“: Oskar-Messter-Medaille[1]
- 2011 für das Design und die Entwicklung des Filmbelichters ARRI-Laser: Oscar Academy Award of Merit – Oscar Statuette[14]